# Mccheta
Mccheta (gruz. მცხეთა) – miasto we wschodniej Gruzji, przy ujściu rzeki Aragwy do Kury; stolica regionu Mccheta-Mtianetia.

## Geografia
Mccheta leży przy ujściu rzeki Aragwa do Kury, ok. 16 km od Tbilisi, przy Gruzińskiej Drodze Wojennej.

## Klimat
W mieście panuje klimat ciepły umiarkowany. Opady deszczu są znaczące, występują nawet podczas suchych miesięcy. Klimat w mieście został sklasyfikowany jako Cfa zgodnie z systemem Köppena-Geigera. W mieście średnia roczna temperatura wynosi 12,6 °C, zaś średnioroczne opady to 557 mm. Najsuchszym miesiącem jest styczeń z opadami na poziomie 25 mm, zaś największe opady występują w maju, ze średnią 85 mm. Różnica w opadach pomiędzy najsuchszym a najbardziej mokrym miesiącem wynosi 60 mm. Najcieplejszym miesiącem w roku jest lipiec, ze średnią temperaturą 24,2 °C, z kolei najzimniejszy jest styczeń ze średnią temperaturą 0,9 °C. Wahania roczne temperatur wynoszą 23,3 °C.

## Historia
Mccheta jest jednym z najstarszych miast Gruzji, położona na skrzyżowaniu ważnych szlaków handlowych, w regionie o żyznych glebach i łagodnym klimacie. Badania archeologiczne wykazały istnienie osad ludzkich w tym miejscu w epoce brązu (3000–2000 p.n.e.). Miasto rozwinęło się w pierwszym tysiącleciu p.n.e.. We wczesnym okresie istnienia otoczono je murami obronnymi. Prawdopodobnie od południowo-wschodniej strony znajdowała się twierdza Armazka, położona wysoko na górze Bagineti, na prawym brzegu rzeki Mtkwari (Kury), a od strony północnej miasto-twierdza Cycamuri, którą grecki poeta z I w. nazywa Sawsamoro. Od III wieku p.n.e. do V wieku n.e. Mccheta była stolicą gruzińskiego Królestwa Iberii. W roku 65 p.n.e. została zniszczona przez rzymskiego wodza – Pompejusza po tym, jak pokonał Mitrydatesa VI Eupatora. Miasto zostało odbudowane.
W IV wieku Święta Nino przyniosła do Gruzji chrześcijaństwo. W 337 roku w Mcchecie proklamowano religię chrześcijańską jako religię państwową. Mccheta do dziś jest siedzibą najwyższych władz Gruzińskiego Kościoła Prawosławnego. W VI wieku książę Dagi przeniósł stolicę do Tbilisi, Mccheta pozostała jednak miejscem koronacji władców Gruzji oraz ich pochówków aż do XIX wieku. W okresie XI–XIII w. pod panowaniem Bagratydów, w 1801 roku włączona wraz z Gruzją do Rosji.
W 2014 roku Katolikos-Patriarcha Gruzji Eliasz II nadał Mcchecie tytuł „Świętego Miasta”.

## Zabytki
- sobór katedralny Sweti Cchoweli z XI w. – zbudowany na miejscu pierwszej w Gruzji świątyni chrześcijańskiej z IV w.[10], miejsce koronacji i pochówku władców Gruzji m.in. Wachtanga Gorgasaliego i królów z dynastii Bagratydów[4]; siedziba najwyższych władz Gruzińskiego Prawosławnego Kościoła Apostolskiego[4]
- monastyr Dżwari z VI w.[10]
- żeński klasztor (monastyr) Samtawro (od IV do XVI w.) z cerkwiami św. Nino (IV w.) i Przemienienia Pańskiego (główny kościół zespołu, 1. poł. XI w., przebudowany w XIII i XV w.)
- ruiny akropolu Armazisciche – na prawym brzegu rzeki Kury, kompleks rozbudowywany od III wieku p.n.e., z pozostałościami cytadeli, pałacu i grobowców
- ruiny pałacu królów iberyjskich w Armazischewi (I–III w. n.e.)

W 1994 roku zabytki historyczne Mcchety zostały wpisane na listę światowego dziedzictwa UNESCO. W roku 2009 miasto zostało umieszczone na Liście Dziedzictwa Zagrożonego UNESCO z powodu postępującego zniszczenia murów oraz fresków.

## Galeria

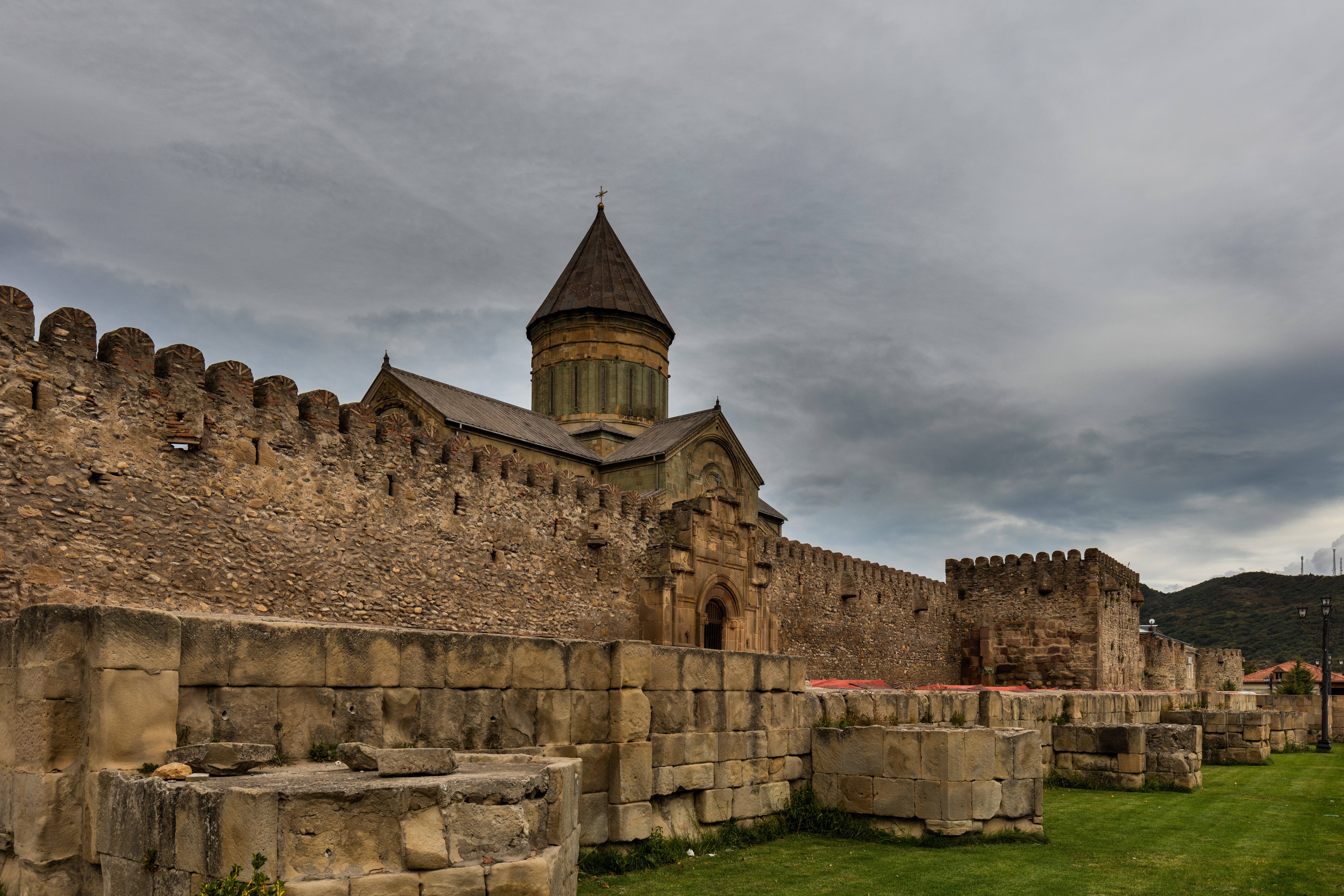
Sobór katedralny Sweti Cchoweli
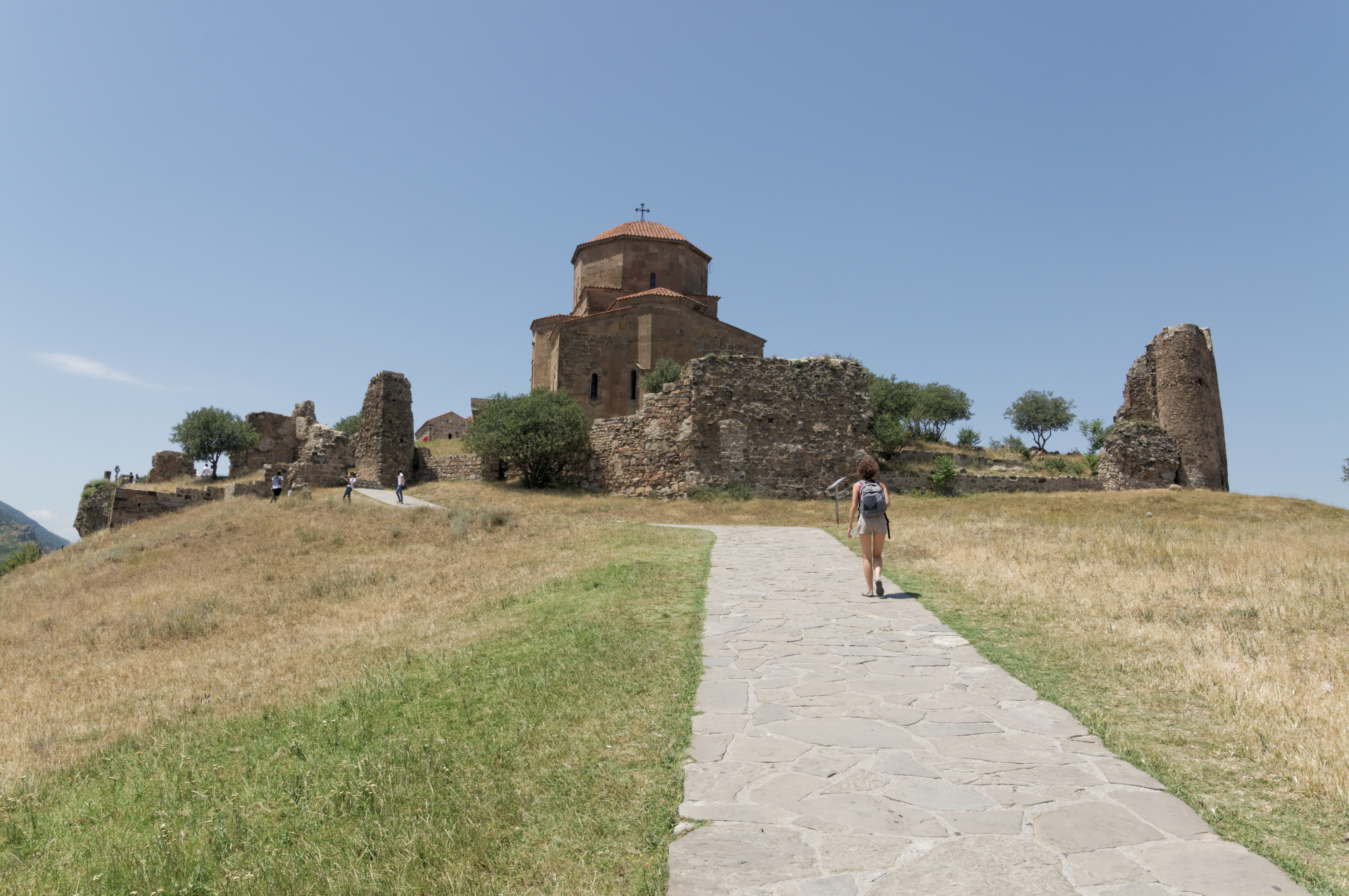
Monastyr Dżwari
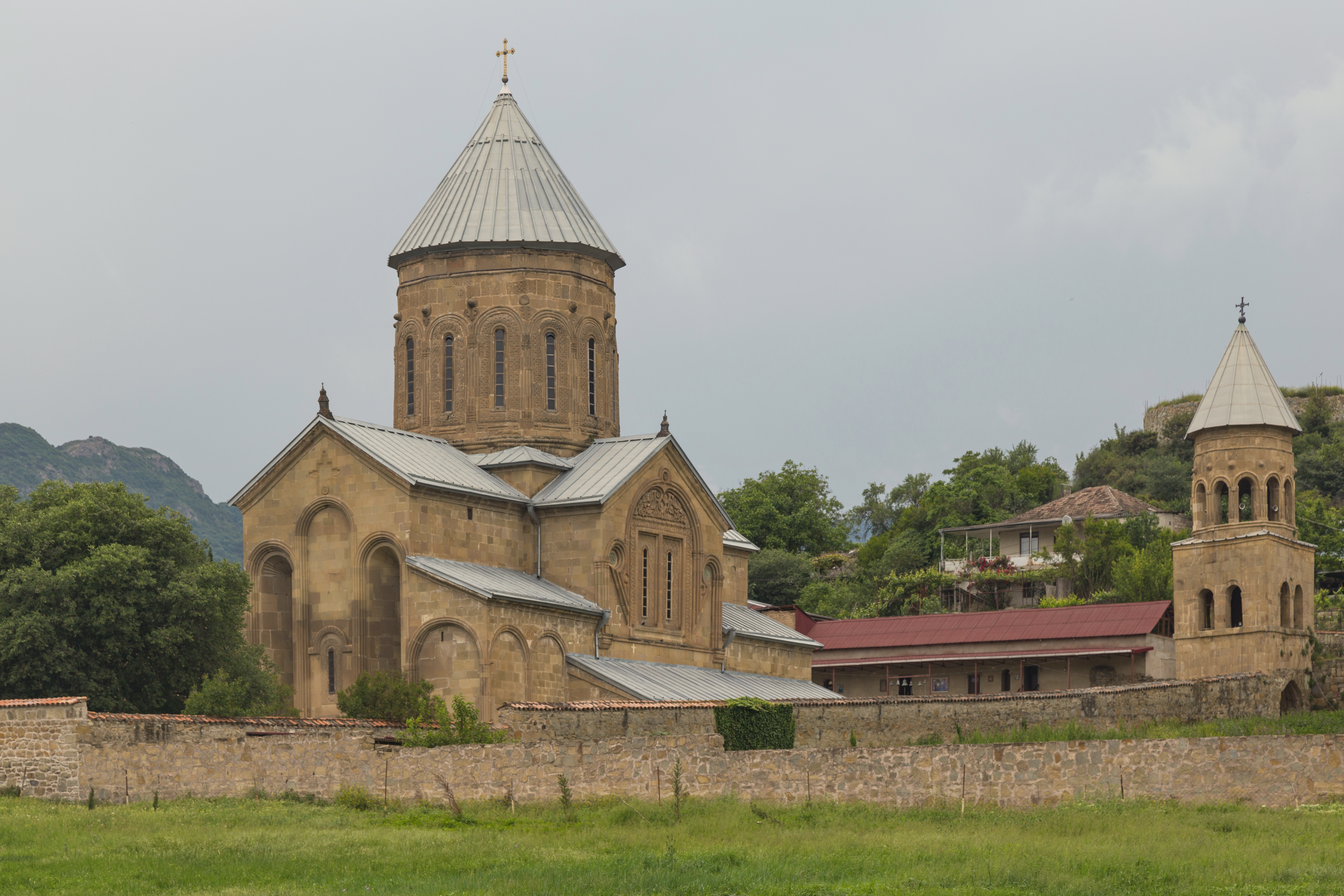
Klasztor Samtawro
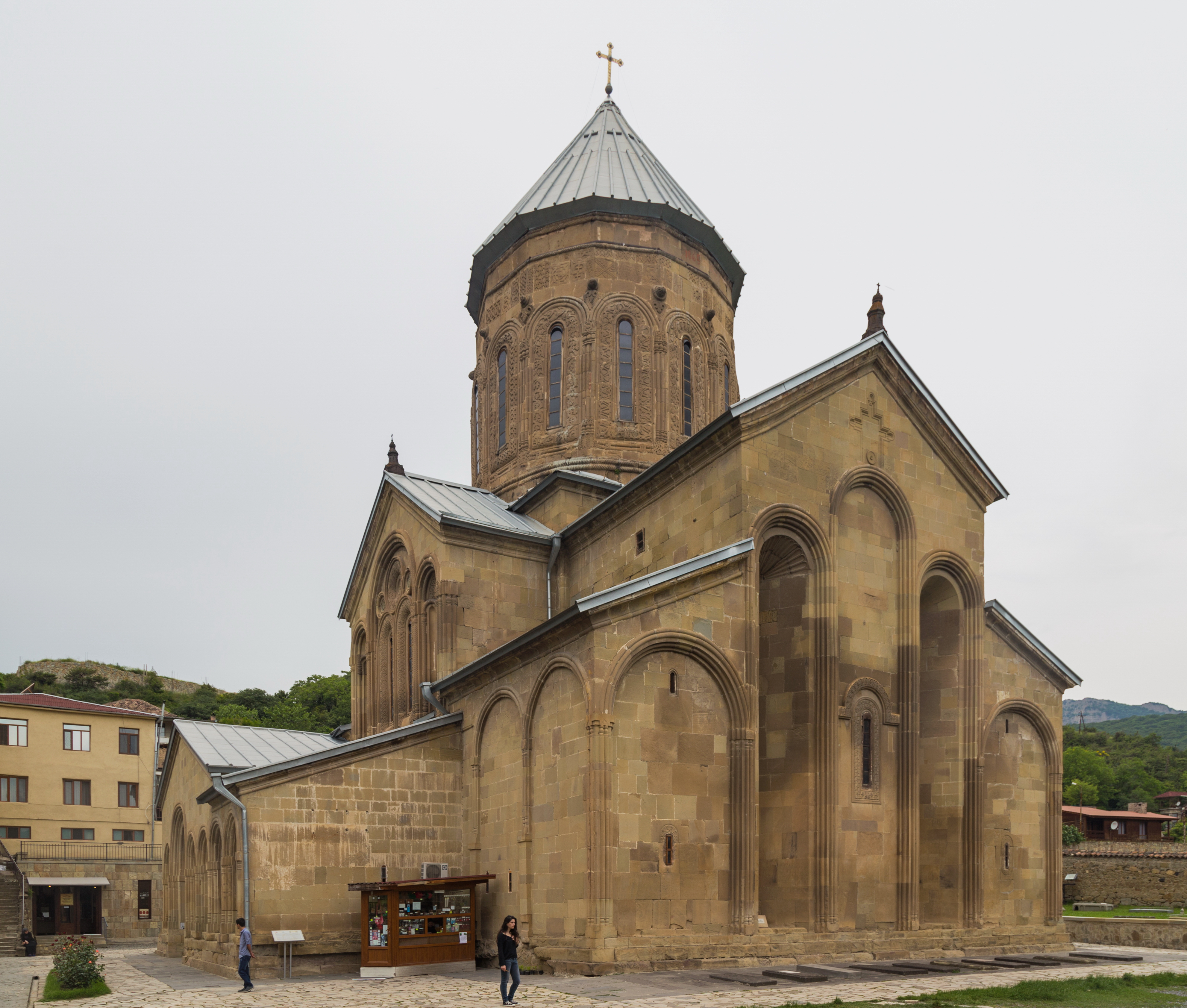
Klasztor Samtawro - Cerkiew Przemienienia Pańskiego
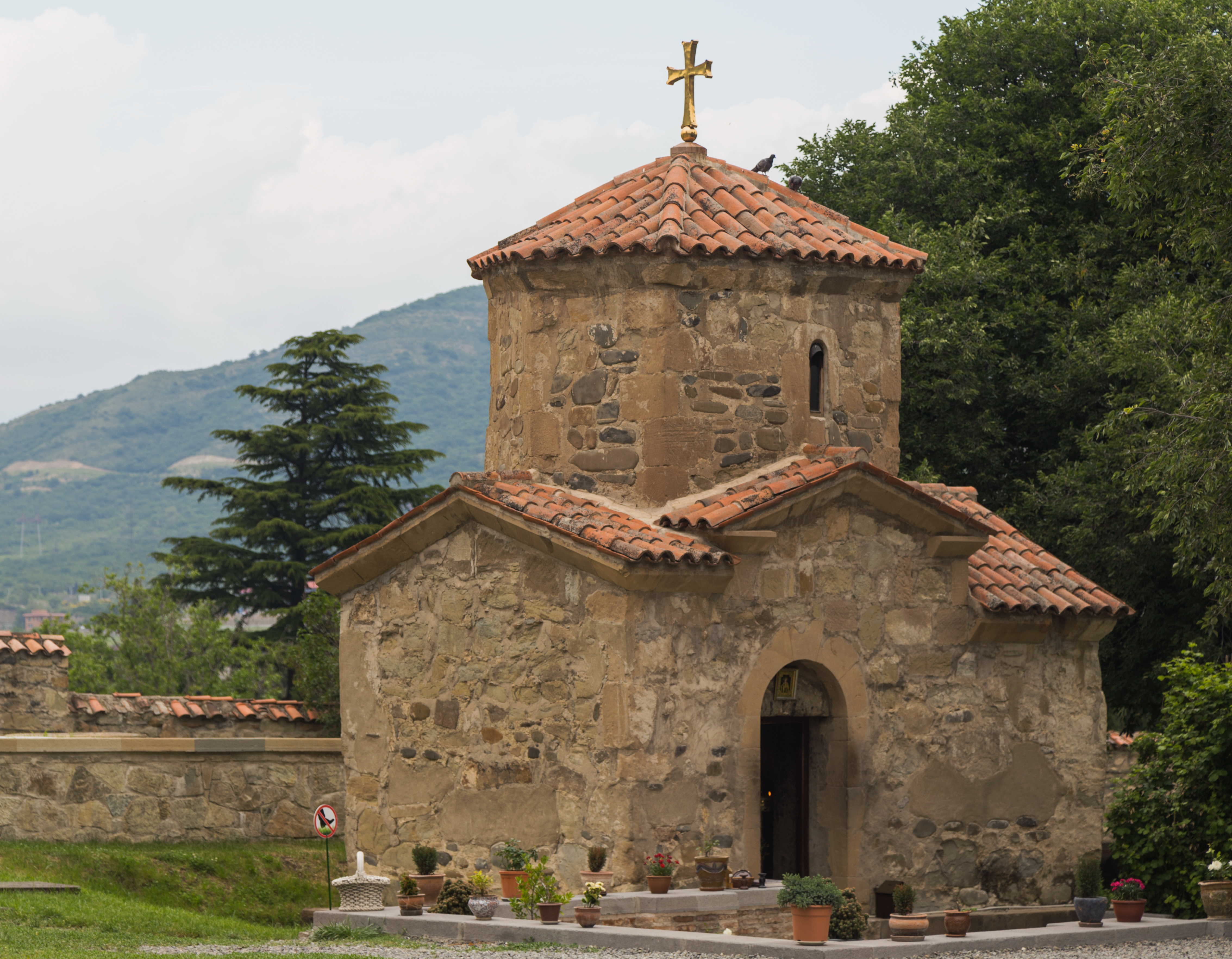
Klasztor Samtawro - Cerkiew św. Nino
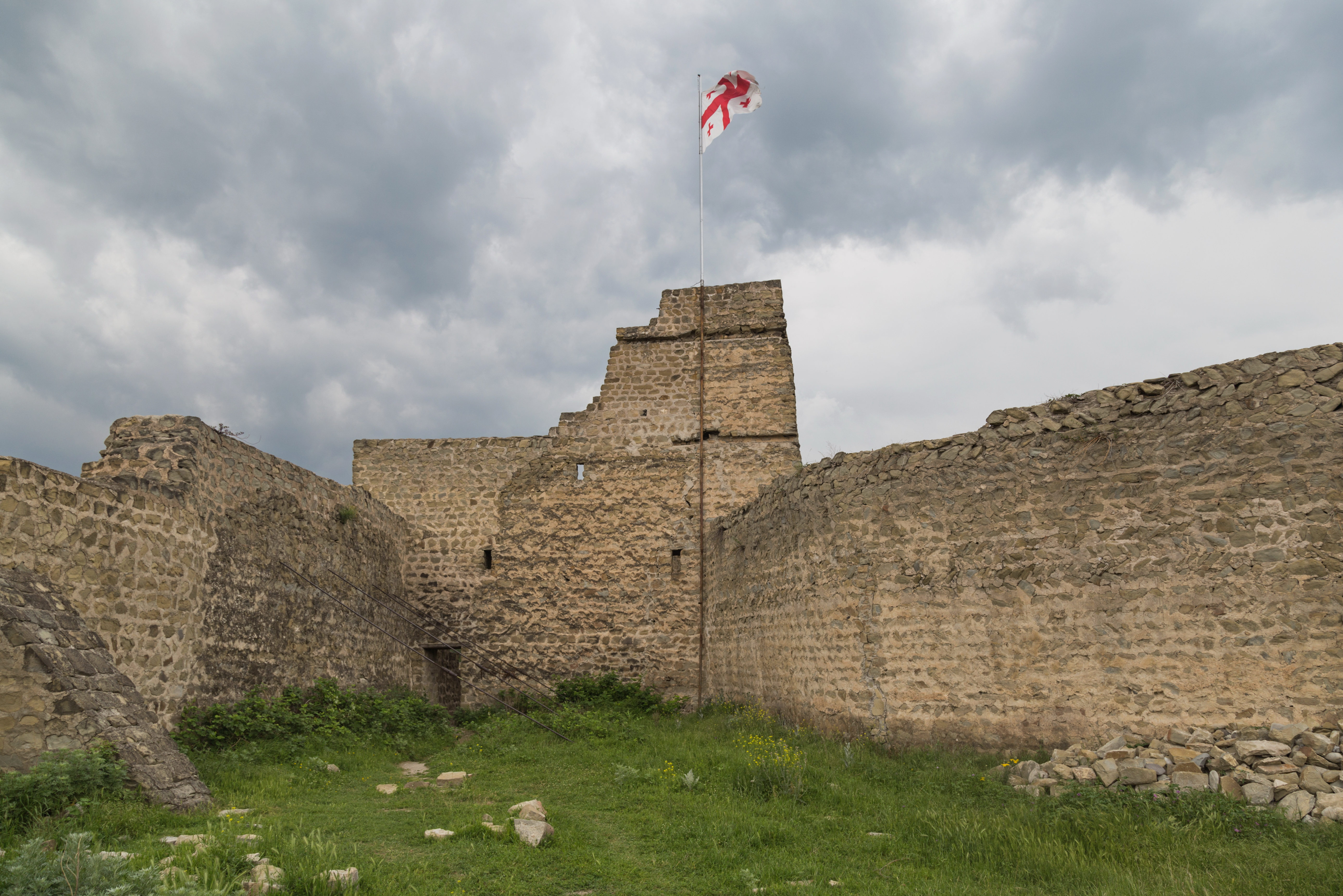
Twierdza Bebriscyche
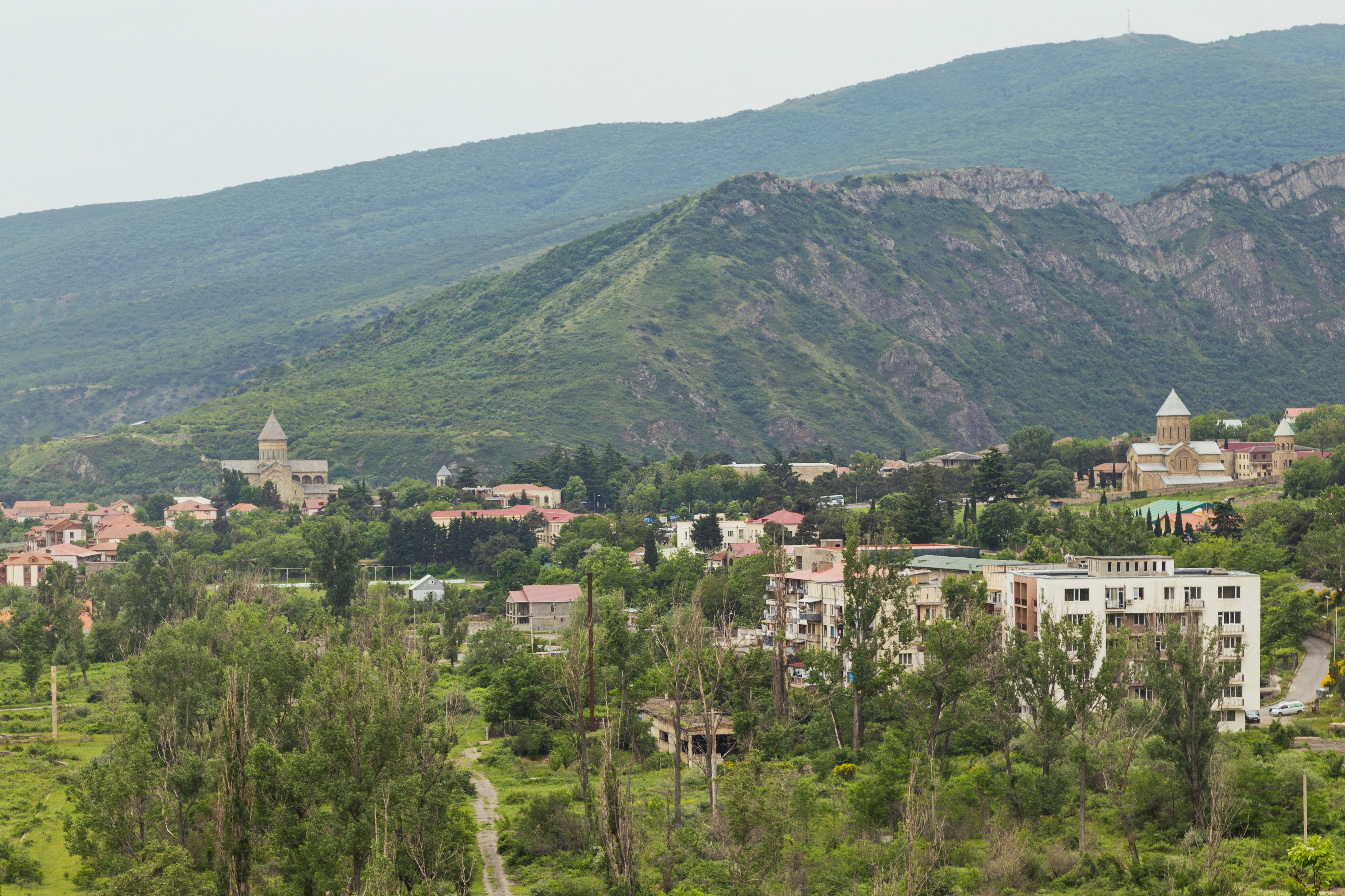
Widok na miasto spod twierdzy Bebriscyche
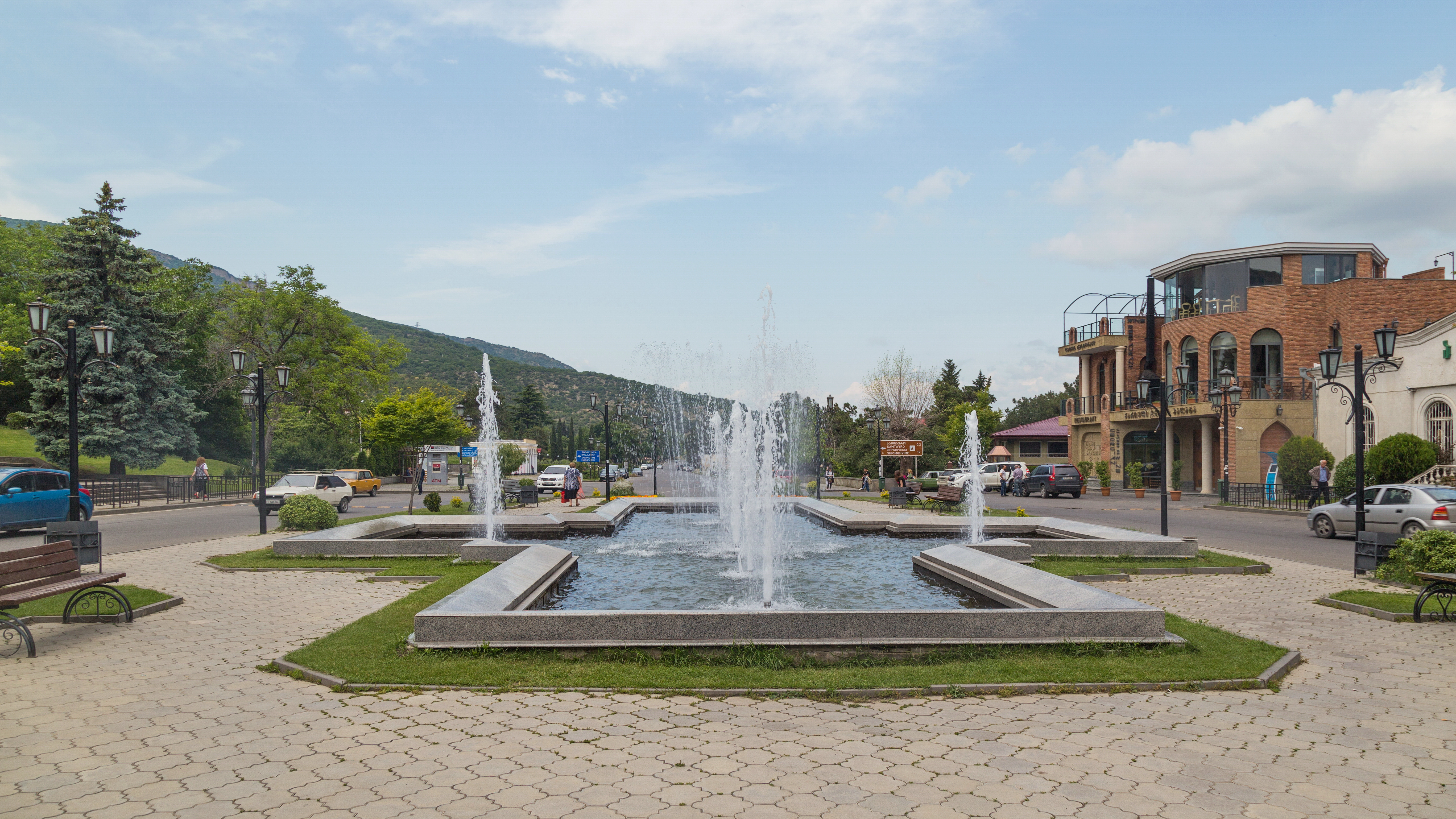
Plac z fontanną
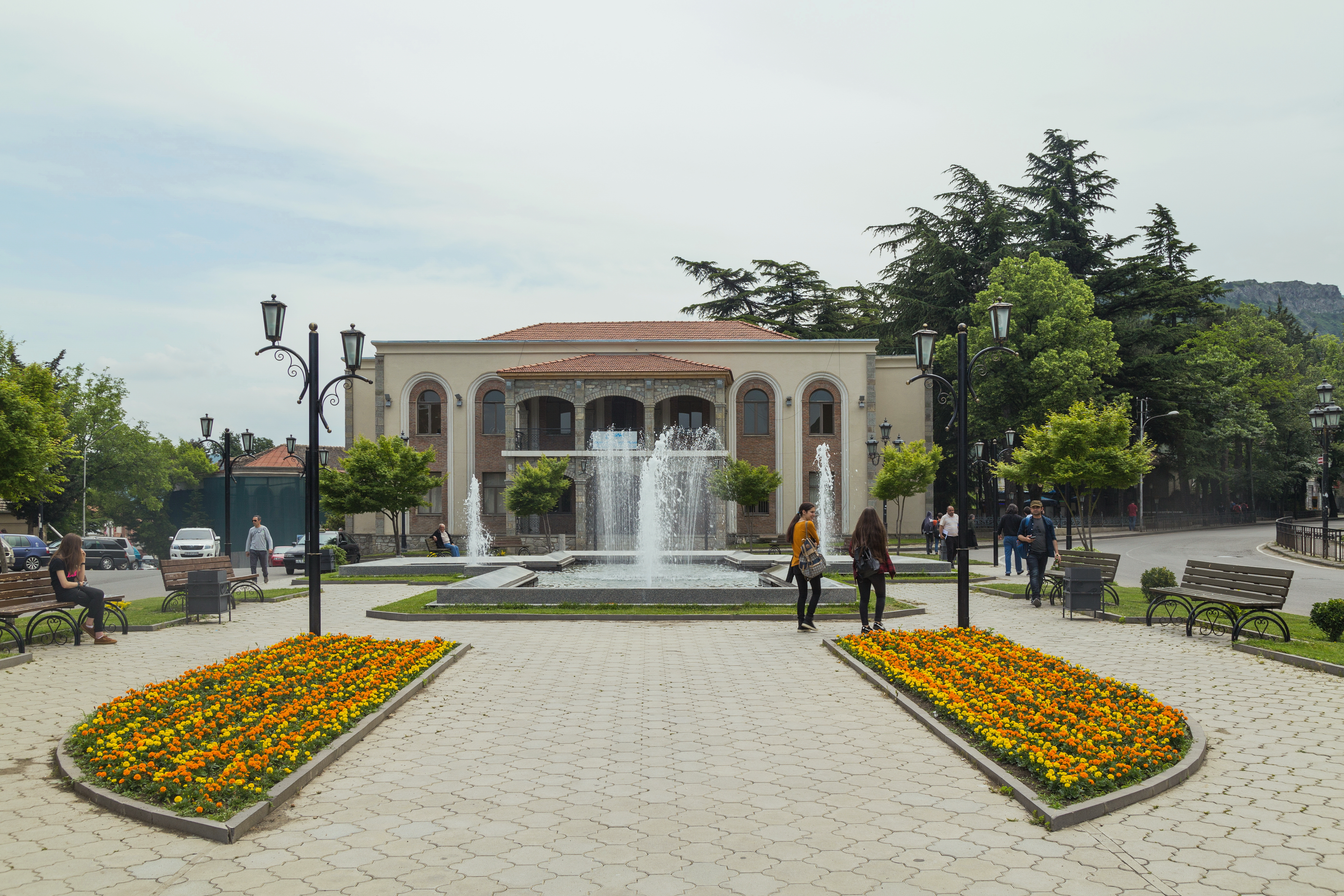
Plac z fontanną
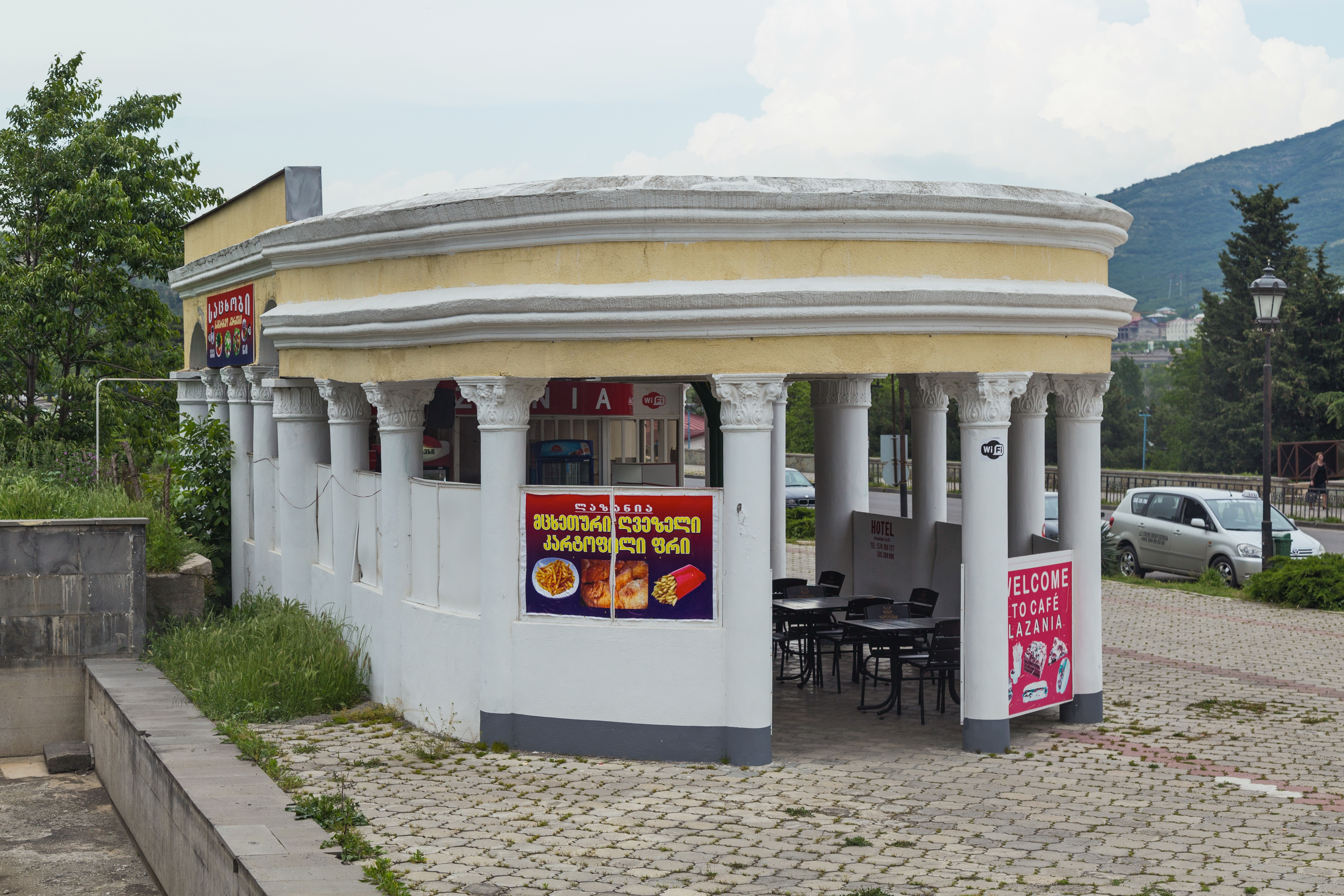
Kawiarnia w starym budynku
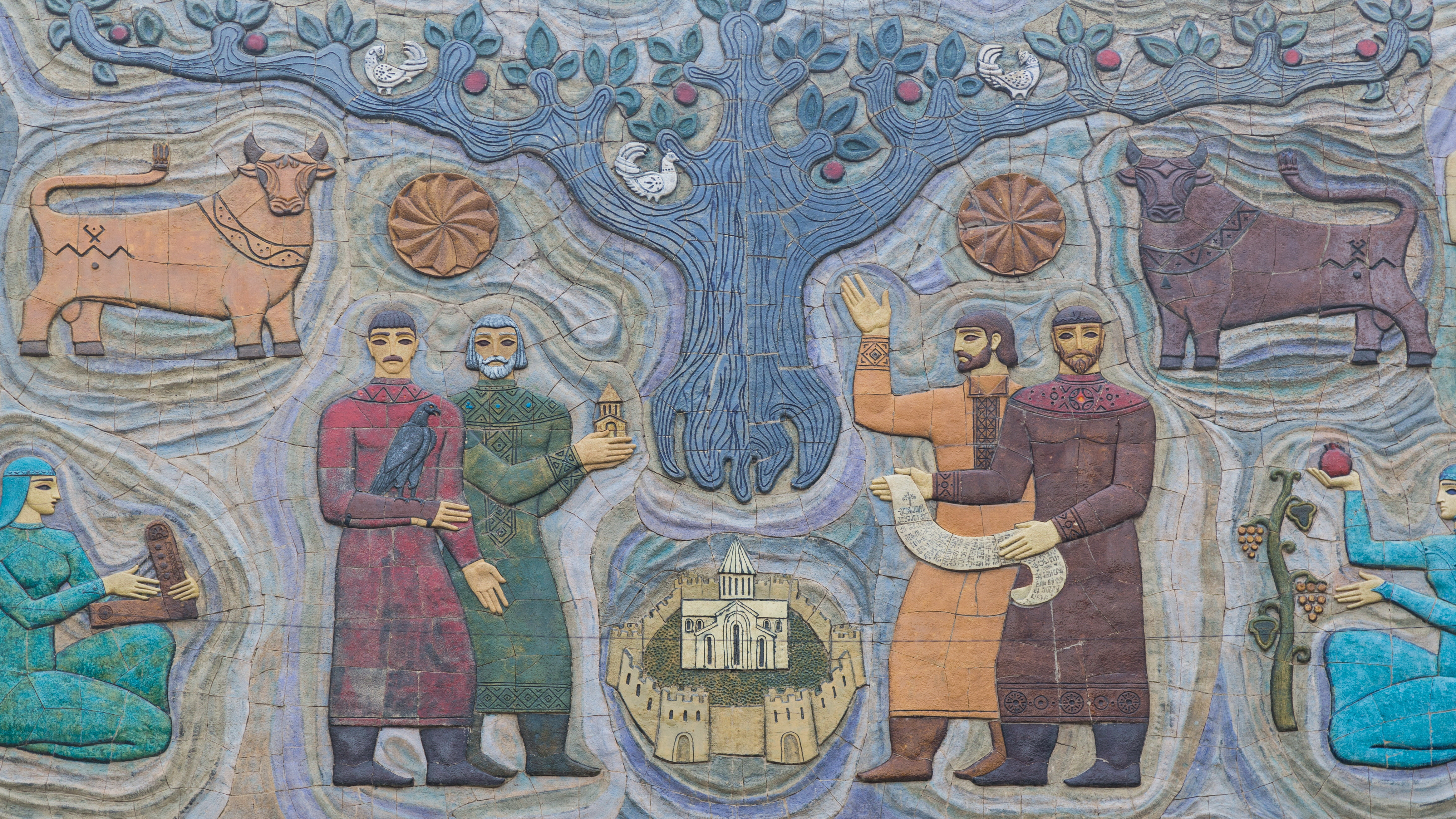
Mozaika na starym budynku

## Literatura
- Szałwa Amiranaszwili: Sztuka gruzińska, Państwowe Wydawnictwo Naukowe, Warszawa 1973
- David Marshall Lang, Dawna Gruzja, Państwowy Instytut Wydawniczy, Warszawa 1972